# Olympische Winterspiele 1988/Teilnehmer (Puerto Rico)
| Gelbes Symbol für Goldmedaillen mit stilisierten Olympischen Ringen | Graues Symbol für Silbermedaillen mit stilisierten Olympischen Ringen | Braundes Symbol für Bronzemedaillen mit stilisierten Olympischen Ringen |
| ------------------------------------------------------------------- | --------------------------------------------------------------------- | ----------------------------------------------------------------------- |
| —                                                                   | —                                                                     | —                                                                       |

Puerto Rico nahm an den Olympischen Winterspielen 1988 im kanadischen Calgary mit einer Delegation von neun Athleten, acht Männer und eine Frau, teil.

## Flaggenträger
Die alpine Skirennläuferin Mary Pat Wilson trug die Flagge Puerto Ricos während der Eröffnungsfeier im McMahon Stadium.

## Teilnehmer nach Sportarten

### Biathlon
Herren:
- Elliot Archilla
10 km: 72. Platz
20 km: 68. Platz

### Rodeln
Herren:
- Raúl Muñiz
31. Platz
- George Tucker
34. Platz

### Ski Alpin
| Damen: - Mary Pat Wilson Riesenslalom: DSQ Slalom: DNF | Herren: - Jason Edelmann Super G: 52. Platz Riesenslalom: DNF Slalom: 52. Platz - Félix Flechas Super G: DNF Riesenslalom: 67. Platz - Walter Sandza Super G: 56. Platz Riesenslalom: 66. Platz - Jorge Torruellas Slalom: DNF - Kevin Wilson Super G: DNF Riesenslalom: 61. Platz Slalom: 43. Platz |